# Keaweʻōpala
Keaweʻōpala je bio havajski plemić, sin poglavice Alapaija i njegove žene Keake koja se brinula za Kamehamehu I. Velikog. Keaweʻōpala je naslijedio svoga oca premda je vladao kratko jer ga je svrgnuo Kalaniʻōpuʻu.
Keaweʻōpala i njegova supruga Moana dobili su sina koji je poznat kao Kalaimanokahoʻowaha, a bio je otac sina Haoa čija je kći bila Luahine.